# القويرة
القويرة بلدة أردنية، ومركز لواء القويرة التابع لمحافظة العقبة في جنوب المملكة. تقع شمال مدينة العقبة بحوالي 50 كم. كانت تاريخيّا تُعتبر أحد مراكز انطلاق الثورة العربية الكبرى، وهي منطقة زراعية خصبة وتعتبر بوابة منطقة العقبة الاقتصادية الخاصة. وهي قريبة من منطقة وادي رم. يبلغ عدد سكانها حوالي 40000 نسمة وذلك بالقرى التابعة لها.[بحاجة لمصدر]

## انظر ايضا
- محطة القويرة للطاقة الشمسية